# (7374) 1980 DL
(7374) 1980 DL là một tiểu hành tinh vành đai chính. Nó được phát hiện bởi Zdeňka Vávrová ở Đài thiên văn Kleť gần České Budějovice, Cộng hòa Séc, ngày 19 tháng 2 năm 1980.